# In a Free Land
In a Free Land – utwór amerykańskiej grupy punkrockowej Hüsker Dü, skomponowany przez Boba Moulda. Wydany w maju 1982 roku jako singel, z utworami „What Do I Want?” i „M.I.C.” na drugiej stronie.
W 1993 roku zremasterowane nagrania z singla dołączono do reedycji albumu Everything Falls Apart.

## Nagrywanie
Podczas lutowej sesji w studiu Blackberry Way w rodzinnym Minneapolis grupa nagrała pięć utworów - „In a Free Land”, „What Do I Want?”, „M.I.C.”, „Target” i „Signals from Above”. Trzy pierwsze trafiły na drugi singel zespołu. Odrzucone z sesji „Target” i „Signals from Above” pojawiły się na kompilacji utworów różnych artystów Barefoot and Pregnant z 1982 roku oraz na oryginalnym wydaniu albumu Everything Falls Apart z 1983 roku.

## Kompozycja

### Muzyka
„In a Free Land” utrzymany jest w wolniejszym tempie niż utwory z debiutanckiej płyty Land Speed Record. Użyte są w nim elementy popu (większy nacisk na melodię) oraz psychodelii (dźwięk gitary Flying V Boba Moulda). Równocześnie utwór jest bliższy punkrockowi niż pierwszy singel zespołu „Statues”, z uwagi na żywszy wokal i mniej wyraźną linię basową w stosunku do gitary prowadzącej i perkusji. Michael Azerrad w książce Our Band Could Be Your Life opisał piosenkę słowami: „Heroiczny utwór tytułowy brzmiał tak, jakby Mould śpiewał do klasycznej melodii The Clash, granej z prędkością 78 rpm”. Barney Hoskyns z magazynu New Musical Express przedstawił nastrój singla jako zrównoważony pomiędzy szybkim i wolnym, oraz ciężkim i stonowanym.

### Tekst
Tekst zwrotki kończy się przesłaniem, że jedyną wolnością, o którą warto walczyć, jest to, co myślisz. Rząd kontroluje edukację i uczy ludzi tego, w co mają wierzyć. Wers „nagromadzenie gwiazd i pasków” może być odwołaniem do flagi Stanów Zjednoczonych lub nazwy oficjalnej gazety wojsk Ameryki. Tekst refrenu stanowi krytykę osób, które pomimo niewielkiej wiedzy w danej dziedzinie stawiają się w roli autorytetów.

## Opakowanie i oprawa graficzna

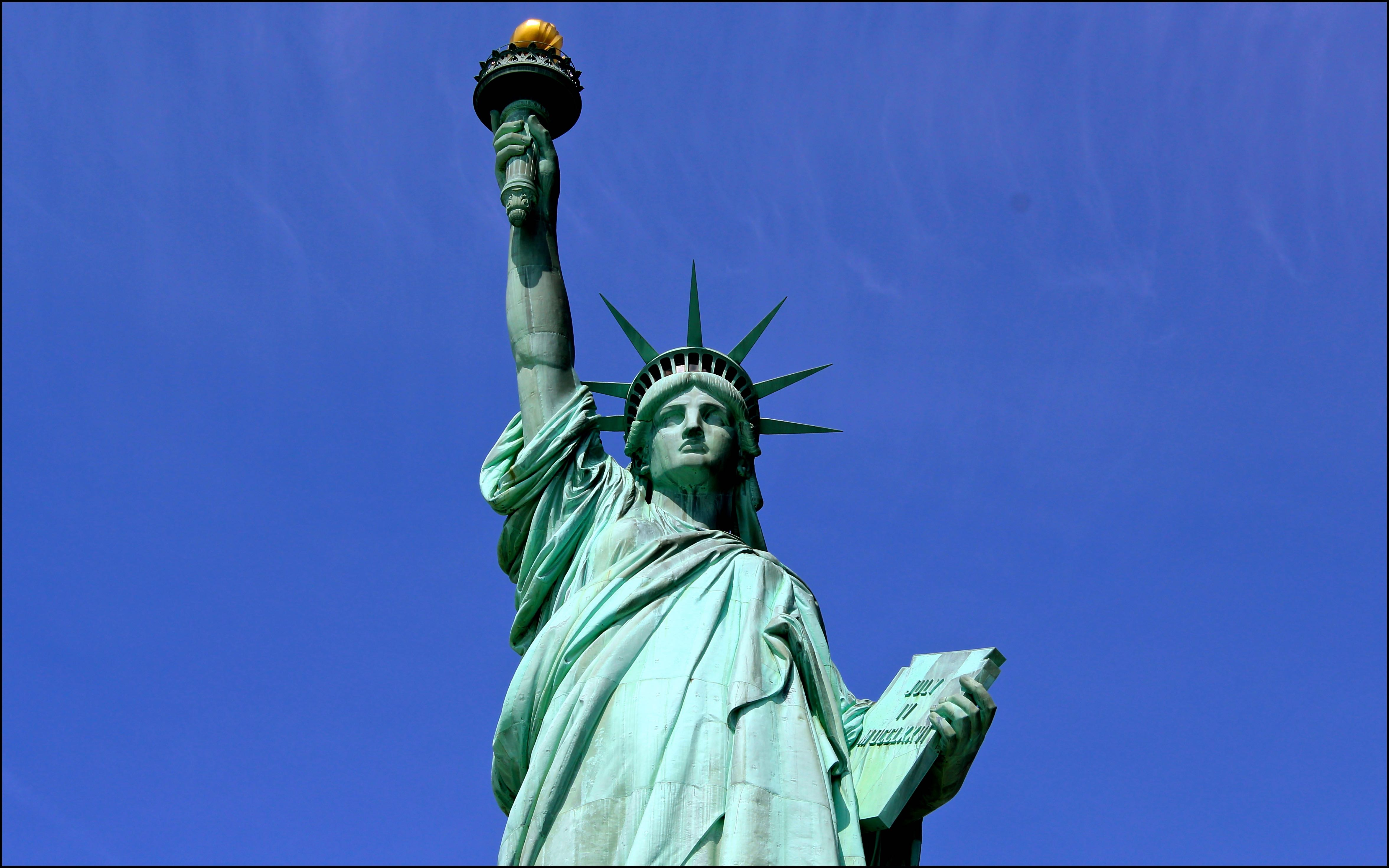
Na okładce singla użyto wizerunku Statuy Wolności

Pierwsze egzemplarze singla (najczęściej wydania promocyjne) posiadały dwustronną wkładkę, z tekstami utworów na jednej stronie. Niektóre kopie zawierały przedruki recenzji albumu koncertowego Land Speed Record. Okładka singla, autorstwa Granta Harta przedstawia Statuę Wolności, która trzyma płonącą pochodnię. W ogniu łuczywa pali się flaga Stanów Zjednoczonych.

## Wydanie
Singel został wydany przez wytwórnię New Alliance Records, której założycielem był przyjaciel zespołu, Mike Watt. Wyprodukowano 2500 kopii, z których część zgubiono w Kalifornii. Po sukcesie Land Speed Record, który notował dobre wyniki sprzedaży we Włoszech, Francji i Finlandii, zespół próbował wysłać singel do Związku Radzieckiego i Polski poprzez niezależne rozgłośnie. Planowano także przetłumaczyć tekst utworu na kilkanaście różnych języków. Bob Mould w wywiadzie dla The Mac Weekly z 1982 roku ocenił, że „In a Free Land” jest prawdopodobnie najlepszym utworem, jaki do tej pory napisał zespół. Grupa spodziewała się zadowalającego czasu antenowego w undergroundowych radiostacjach.

## Odbiór
Serwis internetowy AllMusic ocenił singel na 2.5 gwiazdki, w skali od 0.5 do 5. „In a Free Land” zdobył pozytywną recenzję w magazynie Maximumrocknroll, który napisał o Hüsker Dü: „Jeden z najbardziej pasjonujących, rewelacyjnych zespołów, które kiedykolwiek chodziły po scenie”. Utwór został umieszczony na kompilacjach utworów różnych arystów Code Blue z 1984 roku i Faster & Louder - Hardcore Punk, Vol. 2 z 1993. Ponadto „In a Free Land” został wykonany przez punkrockowy zespół Ensign w ramach albumu Love the Music, Hate the Kids z 2003 roku. Utwór doczekał się wersji w wykonaniu włoskiej grupy Kina (1997), nowozelandzkiej grupy Sommerset (1999) oraz japońskiej grupy Life Indicator (2002). Dodatkowo piosenka została nagrana przez holenderski zespół NRA i trafiła na tribute album Case Closed?, wydany w kwietniu 1994 roku.

## Inne wersje i reedycje
Wersja koncertowa utworu została umieszczona na albumie The Living End z 1994 roku. Nieoficjalna reedycja singla z 1998 zawierała dwa dodatkowe utwory - „Let's Go Die” i „Do You Remember?”. W 2009 roku Bob Mould zagrał „In a Free Land” wraz z członkami zespołu No Age, w ramach festiwalu All Tomorrow's Parties. Było to prawdopodobnie pierwsze wykonanie utworu na żywo od 1995. 16 kwietnia 2016 roku wydawnictwo MVD Audio dokonało reedycji singla w ramach Record Store Day. Liczbę kopii ograniczono do 2000.

## Lista utworów z singla
Strona pierwsza
| Nr | Tytuł utworu     | Muzyka    | Długość |
| -- | ---------------- | --------- | ------- |
| 1. | „In a Free Land” | Bob Mould | 2:50    |

Strona druga
| Nr | Tytuł utworu      | Muzyka     | Długość |
| -- | ----------------- | ---------- | ------- |
| 1. | „What Do I Want?” | Grant Hart | 1:16    |
| 2. | „M.I.C.”          | Bob Mould  | 1:07    |

## Utwory ze strony drugiej

### What Do I Want?
Utwór prezentuje agresywny hardcore punk, znany z Land Speed Record. Autor utworu, Grant Hart zadaje w tekście pytania: „Czego chcę?”, „Co uczyni mnie szczęśliwym?”. Zespół, w wywiadzie z magazynem Flipside wyjaśnił, że piosenka opowiada o „byciu w depresji bez konkretnej przyczyny”. Własną wersję utworu nagrał w 1996 roku francuski muzyk występujący pod pseudonimem Kalachnikov.

### M.I.C.
Tytuł utworu stanowi skrót od nazwy military-industrial complex. Obok „Let's Go Die”, „Push the Button” i „Ultracore” jest to kolejny utwór, który sprzeciwia się wysyłaniu ludzi na wojnę. Tekst stanowi także krytykę industrializacji, o czym świadczy wers „Krew dla paliwa i kończyny dla drewna”.

## Twórcy
- Grant Hart - perkusja, wokal
- Bob Mould - gitara elektryczna, wokal
- Greg Norton - gitara basowa, wokal

Produkcja
- Hüsker Dü - producent
- Steve Fjelstad - producent